# Tanqueta

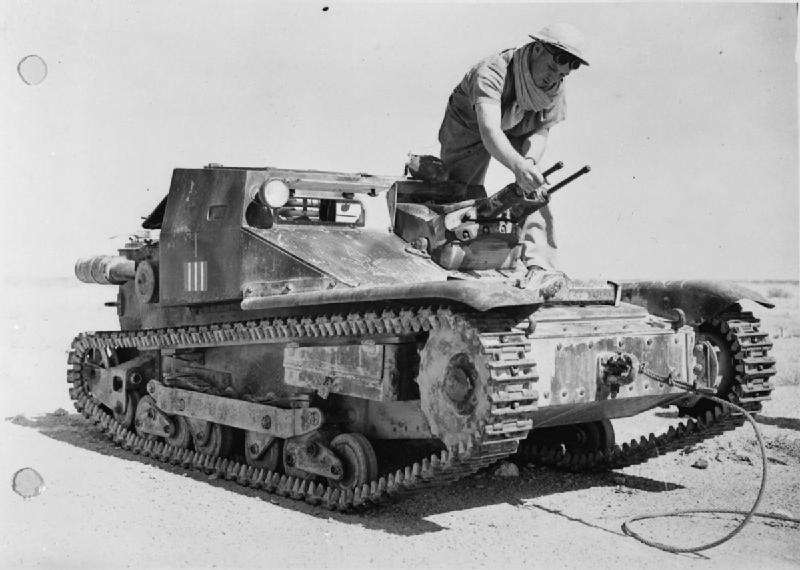
Un soldat de l'exèrcit britànic inspecciona una tanqueta L 3/35 abandonada al Nord d'Àfrica.

Una tanqueta és un vehicle blindat de combat similar a un tanc però amb un pes molt lleuger, inferior a les 10 tones, utilitzat per a tasques de reconeixement i suport de la infanteria. El concepte de tanqueta es va desenvolupar durant els anys 1920 a diversos països, com una versió més ràpida i maniobrable de blindat. Finalment el concepte es va abandonar durant la Segona Guerra Mundial al comprovar-se la seva vulnerabilitat contra armes antitancs i la seva limitada utilitat en el camp de batalla.
El terme tanqueta també s'usa informalment per a referir-se a tancs o blindats petits en general, independentment de la seva classe. Aquests vehicles, que normalment tenen la mida d'un cotxe, posseeixen una tripulació d'un o dos membres. Alguns dissenys manquen de torreta, i normalment només estan armats amb una o dues metralladores, encara que en rares ocasions han estat equipades amb canons de petit calibre (cas del Tipus 97 Et-Ke japonès) o altres varietats d'armament lleuger.

## Història
Durant la Primera Guerra Mundial van aparèixer per primer cop els tancs, un vehicle blindat de combat dissenyat per enfrontar-se directament amb l'enemic. Generalment eren vehicles molt pesants i poc mòbils. Per fer-ne un model més versàtil França va desenvolupar el que es podria considerar el primer tanc lleuger, el Renault FT-17, un model atribuït a Rodolphe Ernst-Metzmaier, fabricat el 1917, i del qual se'n van produir més de 3.000 unitats, venudes a un gran nombre de països.
No obstant això, potser és més apropiat citar com l'origen d'aquest tipus de vehicles en la seva concepció definitiva les tanquetes Carden Loyd, ideades per l'enginyer britànic Giffard LeQuesne Martel, a la dècada dels 20.
Dels seus dissenys, l'únic model produït en quantitats significatives (unes 450 unitats) va ser el Mark VI, fabricat entre 1927 i 1935. No obstant, diverses d'aquestes unitats van ser venudes a països tercers i van servir de referència per a posteriors dissenys de tanquetes a Itàlia, Japó i Rússia.

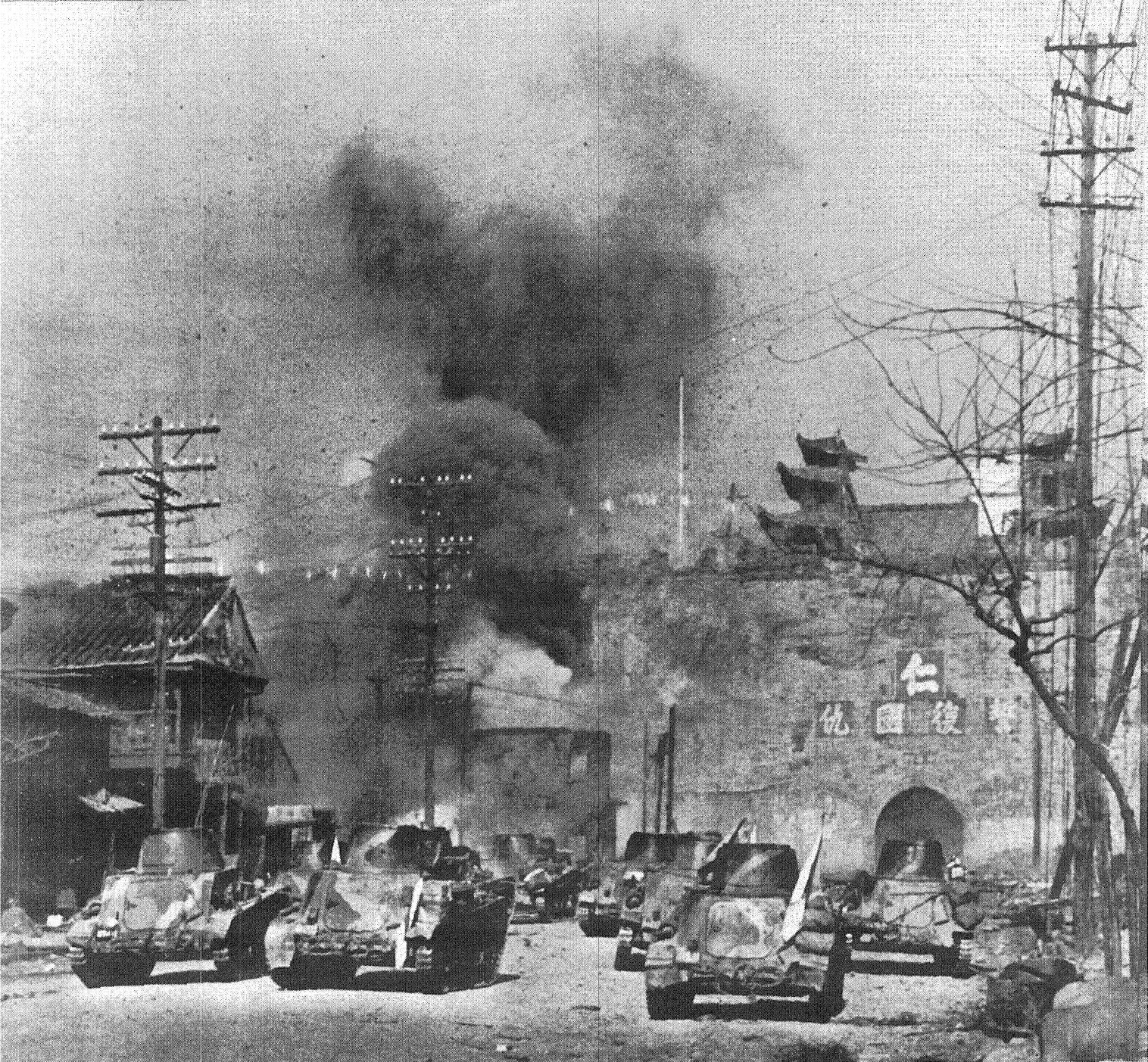
Tanquetes japoneses Tipus 94 atacant la ciutat de Nanquín, vora la porta de la Xina, durant la Segona Guerra Sinojaponesa.

Itàlia va fabricar el seu primer model de tanqueta el 1933; el Carro Veloce 33 o CV-33, produït per les empreses Fiat i Ansaldo. Dos anys més tard, van dissenyar-ne una versió millorada denominada Carro Veloce 35 o també L 3/35, de la qual se'n van fabricar més de 2.000.
Japó va ser probablement el país que més va utilitzar aquest tipus de vehicles. Va fabricar el seu primer model propi, el Tipus 92 Jyu-Sokosha, basant-se fonamentalment en el disseny del Mark VI Carden Loyd. No obstant això, tot just se'n van arribar a produir 167 unitats entre 1932 i 1939. Aquest disseny va ser millorat pel Tipus 94 TK, que va entrar en servei en 1935, i a causa del seu baix cost es va convertir en el blindat més usat per l'exèrcit japonès, arribant-se'n a produir 823 unitats. El 1938 es va iniciar la producció d'una nova versió millorada, el Tipus 97 Te-Ke, del qual se'n van fabricar 557 blindats.
La Unió Soviètica va fabricar la seva pròpia versió millorada del model britànic amb el nom de T-27, arribant a muntar 2.500 vehicles, la majoria dels quals van entrar en combat a principis de la Segona Guerra Mundial. Per altra banda, Polònia va llançar el 1931 la Tanqueta TKS o TK-3, amb una producció de 575 unitats en total. Alemanya ha desenvolupat més recentment un blindat que pot considerar-se una tanqueta moderna: el Wiesel AWC, introduït en les forces armades el 1990, i del que se n'han encarregat aproximadament 500 unitats, 7 de les quals han estat venudes als EUA.
Les tanquetes van entrar sovint en combat al període d'entreguerres, però ja a principis de la Segona Guerra Mundial se'n va abandonar la producció, ja que el blindatge d'aquest tipus de vehicles era ineficaç contra els tancs mitjans o pesants. El Japó va ser l'únic país que va continuar emprant-los de manera significativa durant aquest conflicte.